# Инпань
Инпань — название китайского укрепления, обычно в форме квадрата с глинобитными стенами, высотой до 14—18 футов (5,2—5,5 м), иногда со рвом извне, обороняемым из выступов по углам. Стены имеют наружный парапет с бойницами и приспособлены к ружейной обороне. Внутри укрепления казармы гарнизона, обычно на 1 батальон, по-китайски — ин, откуда и произошло название.